# John Campbell-Jones
John Campbell-Jones   (Leatherhead, 21 de gener de 1930 - Camden, 24 de març de 2020) va ser un pilot de curses automobilístiques britànic que va arribar a disputar curses de Fórmula 1.

## A la F1
Va debutar a la cinquena cursa de la temporada 1961 (la dotzena temporada de la història) del campionat del món de la Fórmula 1, disputant el 6 d'agost del 1961 el GP d'Alemanya al Circuit de Nürburgring encara que no va aconseguir prendre la sortida. La primera cursa que va poder córrer va ser el GP de Bèlgica de la temporada següent (1962), on va finalitzar onzè amb la que seria la seva millor classificació en una cursa de F1.
John Campbell-Jones va participar en un total de tres proves puntuables pel campionat de la F1, disputades en tres temporades diferents consecutives (1961 - 1963) no assolí cap punt pel campionat del món de pilots.

## Resultats a la Fórmula 1
| Any  | Equip               | Xassís | Motor  | 1   | 2   | 3      | 4   | 5      | 6       | 7   | 8   | 9   | 10  | Posició | Punts |
| ---- | ------------------- | ------ | ------ | --- | --- | ------ | --- | ------ | ------- | --- | --- | --- | --- | ------- | ----- |
| 1961 | John Campbell-Jones | Cooper | Climax | MON | HOL | BEL    | FRA | GBR    | ALE NVS | ITA | USA |     |     | -       | 0     |
| 1962 | Emeryson Cars       | Lotus  | Climax | HOL | MON | BEL 11 | FRA | GBR    | ALE     | ITA | USA | SUD |     | -       | 0     |
| 1963 | Tim Parnell         | Lola   | Climax | MON | BEL | HOL    | FRA | GBR 13 | ALE     | ITA | USA | MEX | SUD | -       | 0     |

### Resum
| Curses: | Victòries: | Pòdiums: | Poles: | Voltes ràpides: | Punts: |
| ------- | ---------- | -------- | ------ | --------------- | ------ |
| 3       | 0          | 0        | 0      | 0               | 0      |